# Morituri
Morituri is een oorlogsfilm uit 1965 van regisseur Bernhard Wicki. De hoofdrol wordt vertolkt door Marlon Brando. De titel Morituri is afkomstig van het Latijnse spreekwoord Morituri te salutant, wat zoveel betekent als Zij die gaan sterven, groeten u.

## Inhoud
Robert Crain is een Duitser, die net voor de Tweede Wereldoorlog begon, naar India was gevlucht omdat hij geen voorstander was van de nazi-politiek. Omdat India in handen was van de Britten, vragen zij hem om een dienst. Craine heeft weinig keus aangezien hij anders naar Duitsland wordt teruggestuurd, waar ze hem zullen ontvangen als landverrader.
Craine moet zich voordoen als een officier van de SS wanneer hij meevaart met een Duits schip dat rubber vervoert. Het schip vaart richting Bordeaux, dat net veroverd werd door de Duitse troepen. De rubber dient om de banden van o.a. wagens, vliegtuigen en andere vervoermiddelen te maken. Maar ook de Britten willen het rubber. De Duitsers, die het nut van de lading maar al te goed beseffen, hebben 12 bommen in het schip verstopt. Wanneer de Britten dreigen om het rubber te stelen, moet kapitein Mueller het schip laten ontploffen. Craine moet de bommen onschadelijk maken zodat de Britten het zonder problemen kunnen veroveren.
Het schip vervoert naast rubber ook varkensvet en enkele Duitse landverraders die in Duitsland opgehangen zullen worden. Hun doel is om het schip te verlaten alvorens het aankomt in Normandië. Ten slotte is er nog Kruse, de rechterhand van kapitein Mueller. Kruse is een trouwe aanhanger van de nazi-politiek. Hij vervult dan ook maar al te graag alle wensen van de SS-officier.
Craine probeert elke situatie zo goed mogelijk uit te buiten. Zo kan hij via de hulp van Kruse onopgemerkt heel het schip verkennen. En de schuld van de onschadelijk gemaakte bommen steekt hij dan weer op de landverraders. Er is echter één probleem: het schip verandert van koers om eventuele plannen van de vijand te dwarsbomen. Craine ziet de situatie al gauw heel slecht worden en besluit zijn dekmantel te laten vallen zodat hij de hulp krijgt van de landverraders. Ze hebben allen één doel: dit schip levend verlaten. Samen besluiten ze de kapitein en zijn manschappen te overmeesteren om zo het schip richting de Britten te laten varen. Het plan loopt echter niet gesmeerd en dus laat Craine zelf het schip ontploffen. Iedereen, buiten kapitein Mueller en Craine, die na de ontploffing bewusteloos was geraakt, verlaat het schip.
Hoewel er voldoende bommen zijn ontploft, zinkt het schip niet. Craine en Mueller merken dat het varkensvet gestold is en de gaten in het schip gevuld heeft. Uiteindelijk kan Craine de kapitein overtuigen om de koers te veranderen en richting de Britten te varen.

## Rolverdeling
| Acteur               | Personage    |
| -------------------- | ------------ |
| Marlon Brando        | Robert Crain |
| Yul Brynner          | Mueller      |
| Janet Margolin       | Esther Levy  |
| Trevor Howard        | Statter      |
| Martin Benrath       | Kruse        |
| Hans Christian Blech | "Donkeyman"  |
| Wally Cox            | Ambach       |
| Max Haufler          | Branner      |
| Rainer Penkert       | Milkereit    |
| William Redfield     | Baldwin      |
| Oscar Beregi Jr.     | Wendel       |
| Martin Brandt        | Nissen       |
| Charles De Vries     | Kurz         |
| Carl Esmond          | Busch        |
| Martin Kosleck       | Wilke        |
| Norbert Schiller     | Steward      |
| Robert Sorrells      | Koeniger     |
| Rick Traeger         |              |
| Ivan Triesault       | Brandt       |

## Feiten
- Marlon Brando praat in deze film Engels met een Duits accent. Dit deed hij eerder ook al in The Young Lions, waarin hij ook een Duitse officier speelt.
- Andere titels voor deze film zijn The Saboteur en Code Name Morituri.
- Deze film is gebaseerd op de roman Morituri uit 1963 van schrijver Werner Jörg Lüddecke.